# MP4Box
MP4Box is een MP4-converter voor Windows, Linux, macOS, Android en iOS. Het programma kan MPEG-4-video, DivX, XviD, 3ivx, H.264, audiostreams en ondertitels importeren in de .mp4-container. Het eindresultaat is een MP4-stream. MP4Box kan ook streams afzonderen uit een .mp4 (bijvoorbeeld enkel het geluid). MP4Box is een programma zonder grafische gebruikersomgeving: het werkt volledig in de terminal. Er zijn wel grafische gebruikersomgevingen beschikbaar, zoals 'YAMB' of 'my MP4box GUI'.